# Итальянский спиноне
Итальянский спино́не (итал. Spinone Italiano) — порода собак итальянского происхождения. Спиноне — крупная универсальная подружейная охотничья собака, может охотиться на суше и воде. Порода славится плотной защитной кожей и густой жёсткой шерстью, защищающей собаку от колючек. Классификацией МКФ отнесён к числу континентальных легавых типа грифонов.

## История породы
Достоверных данных о происхождении породы нет. Одни называют прародиной Римскую империю, другие — восточную Европу. Есть версии, что порода происходит от древнего жесткошёрстного итальянского сегуджио. Есть у спиноне и черты пойнтеров, происходящих из тех же мест, что и спиноне. Известны упоминания в литературе о жесткошёрстной собаке, ввезённой во Францию из Италии или Пьемонта, предположительном предке современного спиноне и французского гриффона. В средние века такую собаку нередко изображали на картинах и фресках.
Считается, что спиноне получил современное название в XIX веке благодаря своей густой шерсти: он был одной из немногих собак, которые могли охотиться на мелкую дичь, спрятавшуюся в зарослях колючего терновника (лат. prunus spinosa). Эти собаки обладают исключительным нюхом, но не слишком быстро передвигаются, и хотя их скорости хватает для успешной ловли мелких животных, спиноне считается одной из самых медленных охотничьих собак. Когда стали доступны более быстрые породы, такие как спаниели и сеттеры, итальянские охотники предпочли их неторопливым спиноне. Это, а также Вторая мировая война и послевоенная разруха привели к тому, что к середине XX века спиноне практически исчезли. Сохранением и возрождением порода обязана усилиям доктора А. Чрезоли, автора книги «Итальянский спиноне». Стандарт породы утверждён FCI в 1955 году.

## Внешний вид

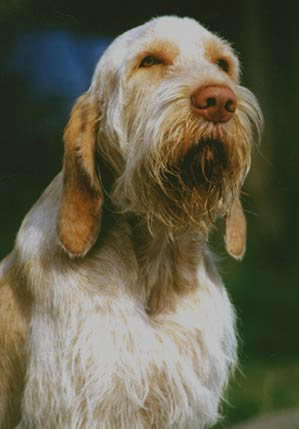

Итальянский спиноне — крепкая, почти квадратного формата собака, мощного сложения, костистая и мускулистая. Голова овальная, боковые части черепа наклонные. Морда довольно длинная, при взгляде спереди квадратной формы. Переход ото лба к морде не слишком выражен, но хорошо заметна вертикальная борозда. Глаза почти круглые, цвета охры. Уши висячие, низко посаженные, треугольные, длиной до 5 см ниже уровня горла, покрыты густой шерстью. Шея мускулистая, короткая, с небольшим подвесом. Грудь широкая, линия верха немного прогнута, круп слегка наклонный. Хвост толстый у основания, опущен или держится горизонтально; традиционно купировался на половину естественной длины.
Шерсть спиноне густая, жёсткая, 4-6 см в длину, подшёрсток отсутствует. На морде шерсть короче, но хорошо развиты брови, усы и борода. Окрас однотонный белый, белый с рыжими или каштановыми пятнами, рыже- или каштаново-чалый. Чёрный цвет в окрасе не допускается. Нос, веки, когти, подушки лап в цвет основного окраса, у белых собак нос розовый.

## Темперамент и использование

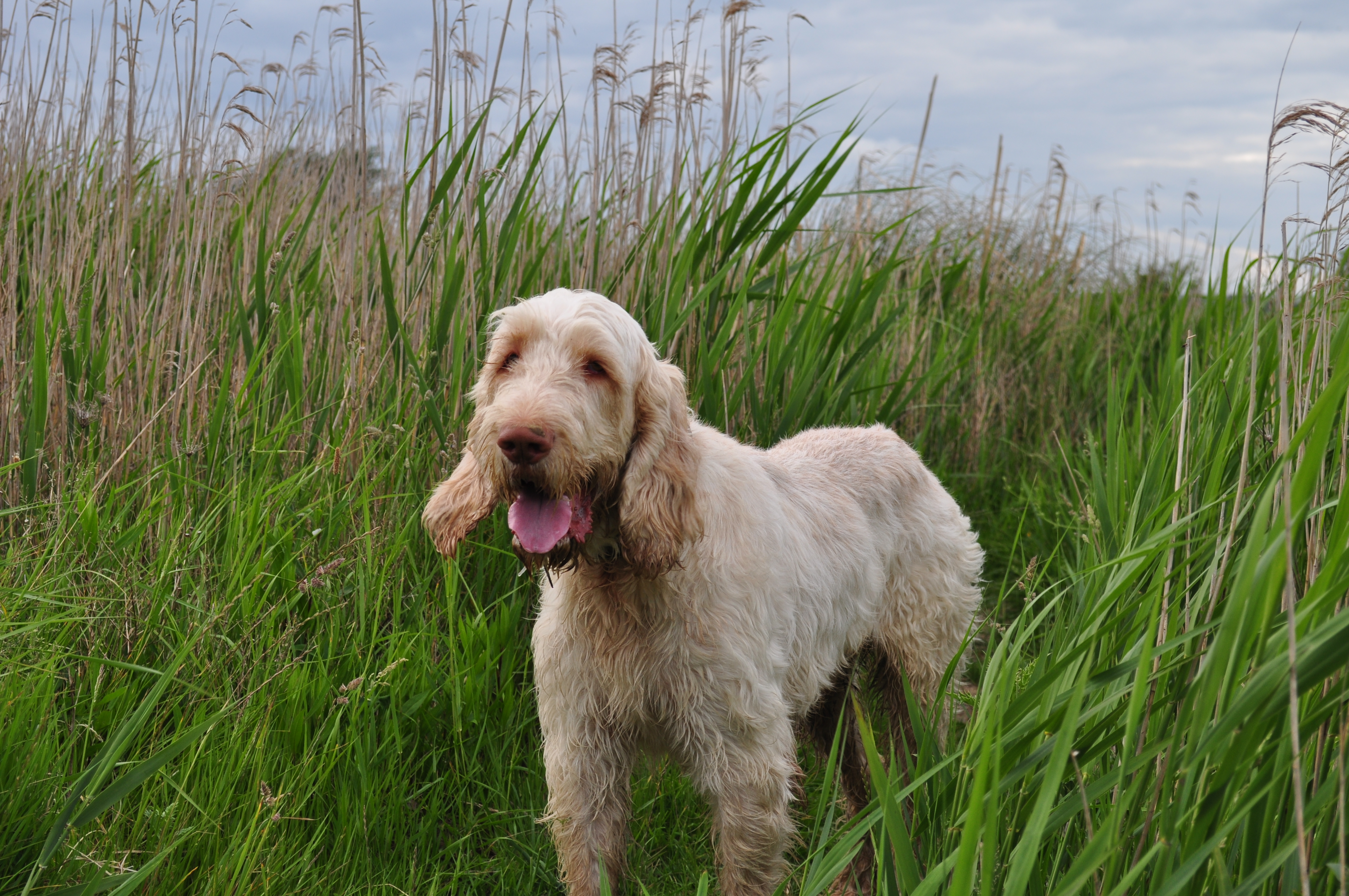

Спиноне от природы общительны, послушны и спокойны. Эти собаки неутомимы, могут долго бежать рысью. Они универсальные охотники, способные как ловить дичь самостоятельно в густых зарослях, так и вставать в стойку, указывая охотнику положение дичи. Спиноне могут плавать в холодной воде, как и ретриверы, поднося охотнику дичь с воды.
В межсезонье это спокойная и чистоплотная домашняя собака. Утверждают, что спиноне еще никого никогда не кусали.